# 格魯濟克 (戈洛瓦尼夫西克區)
48°26′28″N 30°23′15″E / 48.44111°N 30.38750°E
格魯濟克（烏克蘭語：Грузьке）是烏克蘭中部的村莊，隸屬基洛夫格勒州的霍洛瓦尼夫斯克區。該村面積3.9平方公里，海拔高度186米，2001年人口1,142，人口密度每平方公里293.1人。